# Blue Creek Village
Blue Creek Village es una localidad del Distrito de Orange Walk, Belice.
En el censo de 2000, se registró una población de 240 habitantes, en su mayoría indígenas de ascendencia mopán y kekchí. La localidad se ubica frente a la frontera con México, separada de la localidad de La Unión, Quintana Roo; por la confluencia de los Ríos Azul y Hondo. La población en su mayoría es hispanohablante.